# Tuohisaari (ö i Södra Savolax, S:t Michel)
Tuohisaari är en ö i Finland. Den ligger i sjön Ylänne och i kommunen Sankt Michel i den ekonomiska regionen  S:t Michel och landskapet Södra Savolax, i den södra delen av landet, 210 km nordost om huvudstaden Helsingfors. Öns area är 0,5 hektar och dess största längd är 90 meter i sydöst-nordvästlig riktning.